# Scarlett Estevez
Scarlett Estevez (Los Angeles, 4 dicembre 2007) è un'attrice statunitense. 
Ha iniziato la sua carriera come attrice bambina interpretando Megan nel film Daddy's Home (2015) e nel suo sequel Daddy's Home 2 (2017). Estevez ha interpretato il personaggio di Beatrix "Trixie" Espinoza per tutte e sei le stagioni della serie televisiva Lucifer e ha interpretato Gwen nella quarta stagione della serie televisiva di Disney Channel Bunk'd nel 2019.

## Biografia
Estevez è nata il 4 dicembre 2007 a Los Angeles, California, da Samantha e Anthony Estevez. Aveva tre anni quando ha prenotato il suo primo spot pubblicitario nazionale. È la nipote dell'attrice Liza Weil.
Il primo ruolo cinematografico di Estevez è stato interpretare Ashley nel cortometraggio del 2013 The Magic Bracelet, prodotto per la Make a Film Foundation . Successivamente è apparsa nel film And Then There Was You  del 2013 e nel film televisivo di Nickelodeon del 2015 The Massively Mixed-Up Middle School Mystery .
Nel 2015 ha recitato in Daddy's Home interpretando Megan, un ruolo che ha ripreso per il sequel del film del 2017 Daddy's Home 2. La Hartford Courant ha osservato la sua apparizione in Daddy's Home affermando "va detto che i bambini attori che interpretano i bambini, Megan (Scarlett Estevez) e Dylan (Owen Vaccaro), regalano proprio delle vere performance comiche" e la recensione del The Austin Chronicle su Daddy's Home 2 individua Estevez tra i bambini attori del film, osservando che "mentre i bambini sono usati principalmente come pedine nella più ampia lotta per il potere, ci sono un paio di scene in cui Estevez ha la possibilità di regalare alcune battute che sono davvero divertenti".
Nel marzo del 2015 è stata scelta per interpretare Trixie Espinoza nella serie televisiva della Fox Lucifer, un ruolo che ha interpretato per quattro stagioni. A giugno del 2019, è stato confermato che Estevez avrebbe continuato a esibirsi nella quinta stagione di Lucifer su Netflix, che all'epoca sarebbe stata l'ultima stagione. Sempre nel 2019, è stata scelta per la quarta stagione della serie comica televisiva di Disney Channel Bunk'd, nel ruolo di Gwen, un personaggio "che ha passato tutta la sua vita vivendo fuori dai radar". Nel giugno del 2020, è stato confermato che Estevez avrebbe continuato a esibirsi nella sesta e ultima stagione di Lucifer su Netflix.

## Filmografia

### Attrice

#### Cinema
- The Magic Bracelet, regia di Jon Poll – cortometraggio (2013)
- And Then There Was You, regia di Leila Djansi (2013)
- Daddy's Home, regia di Sean Anders e John Morris (2015)
- Daddy's Home 2, regia di Sean Anders (2017)

#### Televisione
- Redeeming Dave – serie TV, episodio 1x01 (2013)
- The Massively Mixed-Up Middle School Mystery, regia di Will Eisenberg – cortometraggio TV (2015)
- Lucifer – serie TV, 48 episodi (2016-2021)
- Summer Camp (Bunk'd) – serie TV, 31 episodi (2019-2021)
- A casa di Raven (Raven's Home) – serie TV, episodio 4x01 (2020)
- Natale...di nuovo?! (Christmas...Again?!), regia di Andy Fickman – film TV (2021)
- Ultra Violet & Black Scorpion – serie TV, 16 episodi (2022)

### Doppiatrice
- Se dai un biscotto a un topino (If You Give a Mouse a Cookie) – serie animata, 21 episodi (2015, 2017-2021)
- Il Grinch (The Grinch), regia di Yarrow Cheney e Scott Mosier (2018)
- Craig (Craig of the Creek) – serie animata, episodio 2x14 (2019)
- Minions 2 - Come Gru diventa cattivissimo (Minions: The Rise of Gru), regia di Kyle Balda, Brad Ableson e Jonathan del Val (2022)
- Diari fatati (Dew Drop Diaries) – serie animata, 28 episodi (2023-in corso)